# Paul Hindemith
Paul Hindemith (16. listopadu 1895 Hanau – 28. prosince 1963 Frankfurt nad Mohanem) byl německý hudební skladatel, violista, učitel, hudební teoretik a dirigent. Za nacistického režimu bylo uvádění jeho skladeb zakazováno; v r. 1938 odešel do exilu ve Švýcarsku, v letech 1940–1953 žil v USA (v New Haven ve státě Connecticut).

## Dílo
Scénická díla:
- Opery:
  - Vrah, naděje žen (Mörder, Hoffnung der Frauen, 1919)
  - Sancta Susanna (1920)
  - Malíř Mathis (Mathis der Maler, 1934–1935)
  - Nuš-Nuši (Das Nusch - Nuschi, 1920)
  - Cardillac (1926)
  - Harmonie světa (Die Harmonie der Welt, 1956–1957)
  - The Long Christmas Dinner (1960–1961)

- Balety:
  - Triadisches Ballett (s Oskarem Schlemmerem, 1923)
  - Nobilissima Visione (s Léonidem Massinem, 1938)
  - Die Vier Temperamente (zapsáno pro klavír a smyčce, 1940)
  - Hérodiade

Orchestrální tvorba:
- Koncert pro orchestr, Op. 38 (1925)
- Symfonická metamorfóza na téma C.M.Webera (Symphonic Metamorphosis on Themes of Weber, 1943)
- Malíř Mathis (Symphonie Mathis der Maler, 1933–1934)
- Harmonie světa (Symphonie Die Harmonie der Welt, 1951)

Komorní tvorba:
- Smyčcové kvartety
- Klavírní skladby:
  - Tonální hra (Ludus tonalis, cyklus)

Písně:
- Život Mariin (Das Marienleben, cyklus písní)

Hudební teorie:
- Teoretické spisy:
  - Učebnice skladby (Unterweisung im Tonsatz)
  - Učebnice harmonie a skladby
- Knihy úvah:
  - Skladatelův svět (A Composer's World)